# أعمال شغب حظر التجول الهولندي 2021

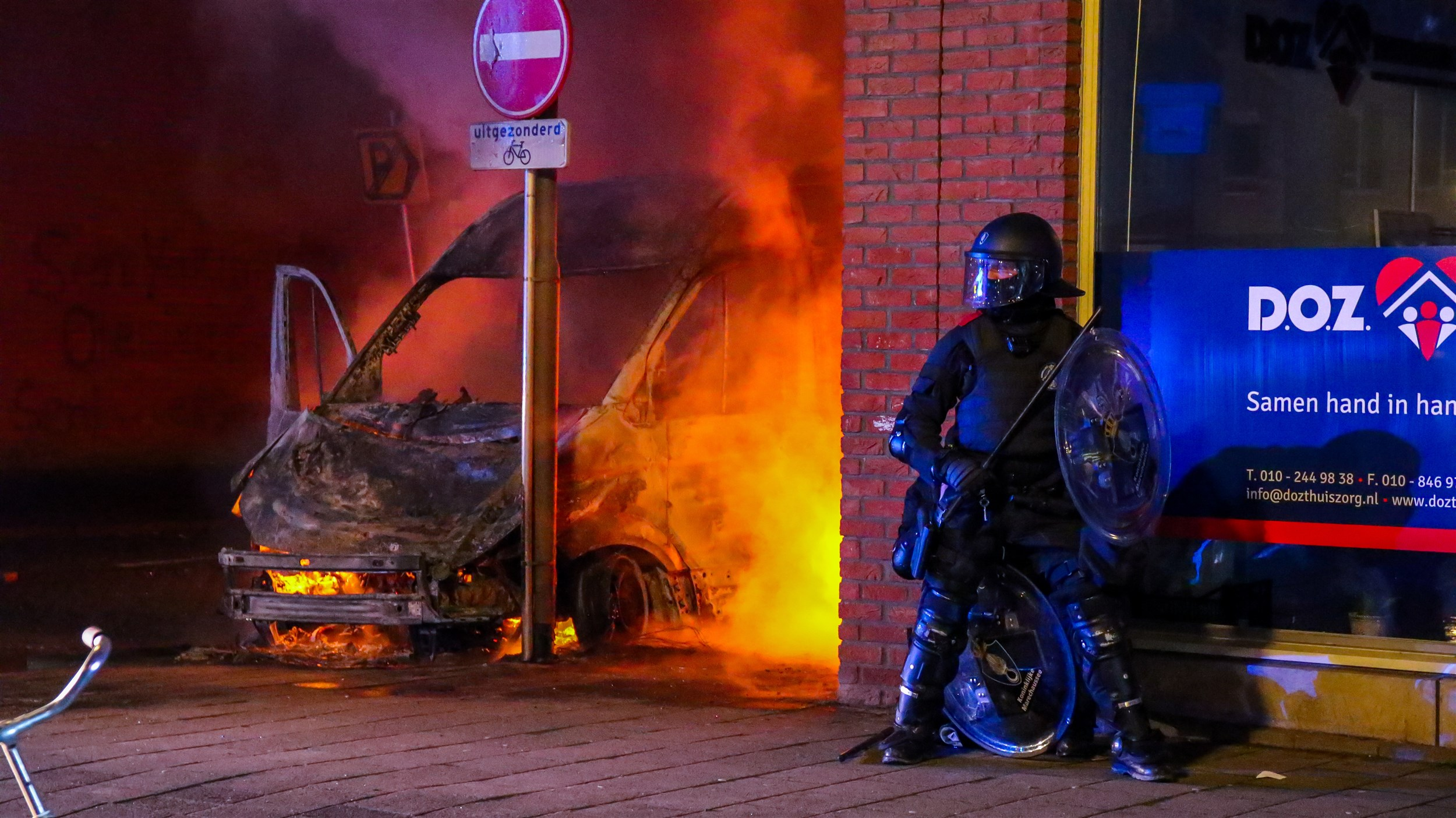
احتراق مركبة اثر الإحتجاجات القائمة

أعمال شغب حظر التجول الهولندي 2021 كانت سلسلة من أعمال الشغب في هولندا التي بدأت على شكل احتجاجات ضد تدابير الحكومة للوقاية من كوفيد 19 وتحديداً حظر التجول من 21:00 إلى 4:30 والذي تم تقديمه في 23 يناير 2021. وقد وصفت الشرطة الأحداث بأنها «أسوأ أعمال الشغب» في البلاد منذ أعمال الشغب تتويج عام 1980.

## خلفية
طرح فريق إدارة التفشي اقتراح فرض حظر تجول على الصعيد الوطني للحد من انتشار فيروس كورونا 2019 على الطاولة في سبتمبر 2020، لكنه لم يحظ بدعم مجلس النواب. من النواب بسبب ارتباطها القوي بالحرب العالمية الثانية.
بعد أربعة أشهر اعتُبر هذا الإجراء ضروريًا لأن عدد الإصابات لم يتراجع بالسرعة الكافية، على الرغم من حقيقة أن هولندا كانت في حالة إغلاق كامل منذ 14 ديسمبر 2020. علاوة على ذلك استمر البديل الأكثر قابلية للانتقال من الفيروس متحور ألفا في الانتشار في جميع أنحاء البلاد، مما أثار مخاوف من احتمال «موجة ثالثة» من العدوى.
أعلن رئيس الوزراء مارك روت عن خطته لفرض حظر تجول في الساعة 20:30 - 4:30 في مؤتمر صحفي في 20 يناير 2021. في 21 يناير صوتت أغلبية في مجلس النواب على دعم الاقتراح، بعد اعتماد اقتراح بتأجيل حظر التجول إلى الساعة 21:00. سيكون حظر التجول ساري المفعول من 23 يناير إلى 10 فبراير على الأقل 2021.
جرت احتجاجات غير عنيفة ضد إجراءات الحكومة للوقاية من كورونا في عدة مناسبات قبل إعلان حظر التجول. ومع ذلك في 24 يناير 2021 تصاعدت المظاهرات غير القانونية ضد حظر التجول في أمستردام وأيندهوفن إلى أعمال شغب عنيفة ردًا على تدخلات الشرطة. وانتشرت الدعوات للقيام بأعمال الشغب لاحقًا على وسائل التواصل الاجتماعي، مما أدى إلى أعمال شغب في أماكن أخرى أيضًا.

## التفاعل
قال رئيس الوزراء مارك روت للصحفيين إن الأحداث الأخيرة «لا علاقة لها بالاحتجاجات، فهذا عنف إجرامي وسنتعامل معه على هذا الأساس».
قال وزير المالية وبكي هوكسترا إن أعمال الشغب لن تجعل الحكومة «تستسلم لعدد قليل من البلهاء». وقال وزير العدل والأمن فرديناند جرابرهاوس نفس الشيء. وقال: «يبدو أن مجموعات صغيرة تجد أنه من الضروري القيام بأعمال شغب. لكن هذا ليس بسبب سياسة كورونا، لأنك لست مضطرًا إلى نهب متجر لذلك». وأضاف جرابرهاوس أن الشرطة والحكومة يتخذان إجراءات صارمة ضد مثيري الشغب. وسيخضعون لأحكام مستعجلة ويمكن أن يواجهوا عقوبات سجن غير مشروطة.
اتهم النائبان خيرت فيلدرز وجيسي كلافر من حزب الحرية وغرون لينكس على التوالي بعضهما البعض بالتحريض على أعمال الشغب. اتهم جيسي كلافر خيرت فيلدرز بتحريض الناس على الشغب، بينما طالب خيرت فيلدرز جيسي كلافر بإزالة رتبة حزبه وملفه من شيلدرسفيك، وهو حي وقعت فيه أعمال الشغب.
أدلى رئيس بلدية أيندهوفن جون جوريتسما بتصريح مفاده: «إذا واصلنا السير على هذا النحو، فسوف نتجه إلى حرب أهلية».
أصدر رئيس بلدية روتردام أحمد أبو طالب مقطع فيديو خاطب فيه مثيري الشغب مباشرة. وسألهم عما إذا كانوا يشعرون بالفخر لأنهم دمروا مسقط رأسهم ووعدهم بأن الشرطة ستقوم بقمعهم. ومضى ليحيي الأبطال الحقيقيين في تاريخ المدينة، الذين أعادوا بناء المدينة بعد هجوم روتردام بدلاً من تدميرها. وعد رواد الأعمال الذين تضررت مؤسساتهم بالعمل مع شركات التأمين لدعمهم.
صرح متحدث باسم القوات المسلحة الهولندية أن الجيش الملكي الهولندي لم يُطلب منه بعد المساعدة في كبح أعمال الشغب. ومع ذلك إذا طُلب من القوات المسلحة المساعدة «فستقتصر على الدعم اللوجستي والمادي». قدم خيرت فيلدرز اقتراح قانون يمكّن الجيش من المساعدة في تطبيق القانون، ومع ذلك فشل الاقتراح في الحصول على أي دعم بخلاف حزبه حزب الحرية والعدالة.